# Муаразес
Муаразе́с (фр. Moyrazès, окс. Moirasés) — коммуна во Франции, находится в регионе Окситания. Департамент — Аверон. Входит в состав кантона Бараквиль-Совтер. Округ коммуны — Родез.
Код INSEE коммуны — 12162.
Коммуна расположена приблизительно в 510 км к югу от Парижа, в 115 км северо-восточнее Тулузы, в 11 км к западу от Родеза.

## Население
Население коммуны на 2008 год составляло 1097 человек.
| 1962 | 1968 | 1975 | 1982 | 1990 | 1999 | 2008 |
| ---- | ---- | ---- | ---- | ---- | ---- | ---- |
| 1284 | 1367 | 1284 | 1130 | 1087 | 1109 | 1097 |

## Экономика

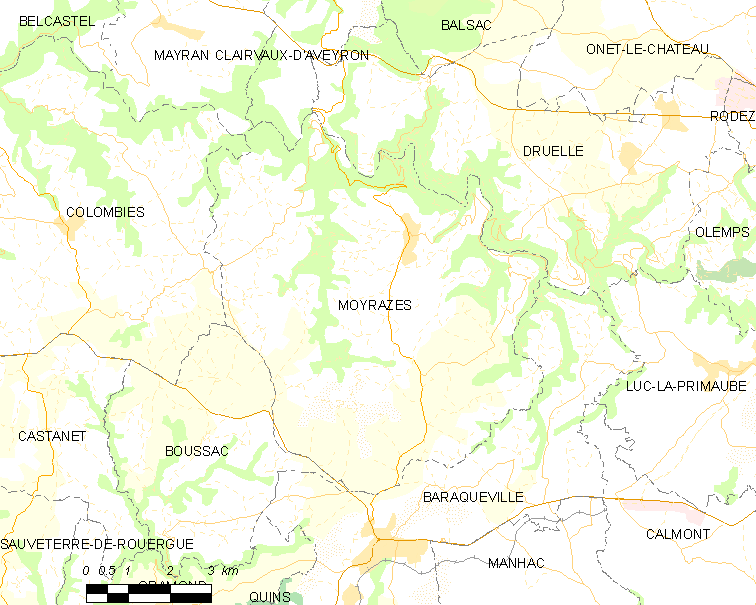
Карта коммуны

В 2007 году среди 657 человек в трудоспособном возрасте (15—64 лет) 518 были экономически активными, 139 — неактивными (показатель активности — 78,8 %, в 1999 году было 74,2 %). Из 518 активных работали 506 человек (280 мужчин и 226 женщин), безработных было 12 (4 мужчины и 8 женщин). Среди 139 неактивных 41 человек были учениками или студентами, 65 — пенсионерами, 33 были неактивными по другим причинам.